# Rejosari (Pringsewu)
Rejosari is een bestuurslaag in het regentschap Pringsewu van de provincie Lampung, Indonesië. Rejosari telt 7407 inwoners (volkstelling 2010).